# Capocannonieri della I. liga
In questa pagina viene riportata, in ordine cronologico, la sequenza dei calciatori che hanno vinto la classifica dei marcatori nel massimo campionato di calcio professionistico in Cecoslovacchia, ovvero la I. liga.

## Vincitori della classifica marcatori della I. liga
| Stagione  | Nazione                                               | Giocatore                    | Squadra                              | Reti |
| --------- | ----------------------------------------------------- | ---------------------------- | ------------------------------------ | ---- |
| 1925      | Cecoslovacchia (bandiera)                             | Jan Vaník                    | Slavia Praga                         | 13   |
| 1925-1926 | Cecoslovacchia (bandiera)                             | Jan Dvořáček                 | Sparta                               | 32   |
| 1927      | Cecoslovacchia (bandiera) · Cecoslovacchia (bandiera) | Antonín Puč Josef Šíma       | Slavia Praga Sparta                  | 13   |
| 1927-1928 | Cecoslovacchia (bandiera)                             | Karel Meduna                 | Viktoria Žižkov                      | 12   |
| 1928-1929 | Cecoslovacchia (bandiera)                             | Antonín Puč                  | Slavia Praga                         | 13   |
| 1929-1930 | Cecoslovacchia (bandiera)                             | František Kloz               | Kladno                               | 15   |
| 1929-1930 | Cecoslovacchia (bandiera)                             | Josef Silný                  | Sparta                               | 18   |
| 1931-1932 | Belgio (bandiera)                                     | Raymond Braine               | Sparta                               | 16   |
| 1932-1933 | /                                                     | Gejza Kocsis                 | Bohemians                            | 23   |
| 1933-1934 | Cecoslovacchia (bandiera) · Belgio (bandiera)         | Jiří Sobotka Raymond Braine  | Slavia Praga Sparta                  | 18   |
| 1934-1935 | Cecoslovacchia (bandiera)                             | František Svoboda            | Slavia Praga                         | 27   |
| 1935-1936 | Cecoslovacchia (bandiera)                             | Vojtěch Bradáč               | Slavia Praga                         | 42   |
| 1936-1937 | Cecoslovacchia (bandiera)                             | František Kloz               | Kladno                               | 28   |
| 1937-1938 | Cecoslovacchia (bandiera)                             | Josef Bican                  | Slavia Praga                         | 22   |
| 1938-1939 | Boemia e Moravia (bandiera)                           | Josef Bican                  | Slavia Praga                         | 29   |
| 1939-1940 | Boemia e Moravia (bandiera)                           | Josef Bican                  | Slavia Praga                         | 50   |
| 1940-1941 | Boemia e Moravia (bandiera)                           | Josef Bican                  | Slavia Praga                         | 38   |
| 1941-1942 | Boemia e Moravia (bandiera)                           | Josef Bican                  | Slavia Praga                         | 45   |
| 1942-1943 | Boemia e Moravia (bandiera)                           | Josef Bican                  | Slavia Praga                         | 39   |
| 1943-1944 | Boemia e Moravia (bandiera)                           | Josef Bican                  | Slavia Praga                         | 57   |
| 1945-1946 | Cecoslovacchia (bandiera)                             | Josef Bican                  | Slavia Praga                         | 31   |
| 1946-1947 | Cecoslovacchia (bandiera)                             | Josef Bican                  | Slavia Praga                         | 43   |
| 1947-1948 | Cecoslovacchia (bandiera)                             | Jaroslav Cejp                | Sparta                               | 21   |
| 1949      | Cecoslovacchia (bandiera)                             | Ladislav Hlaváček            | Dynamo Slavia Praga                  | 28   |
| 1950      | Cecoslovacchia (bandiera)                             | Josef Bican                  | Vítkovice                            | 22   |
| 1951      | Cecoslovacchia (bandiera) · Austria (bandiera)        | Josef Majer Alois Jaroš      | Botostroj I. Zlín Vodotechna Teplice | 16   |
| 1952      | Cecoslovacchia (bandiera)                             | Miroslav Wiecek              | Baník Ostrava                        | 20   |
| 1953      | Cecoslovacchia (bandiera)                             | Josef Majer                  | Baník Kladno                         | 13   |
| 1954      | Cecoslovacchia (bandiera)                             | Jiří Pešek                   | Spartak Praga Sokolovo               | 15   |
| 1955      | Cecoslovacchia (bandiera)                             | Emil Pažický                 | Jiskra Slovena Žilina                | 19   |
| 1956      | Cecoslovacchia (bandiera) · Cecoslovacchia (bandiera) | Milan Dvořák Miroslav Wiecek | Dukla Praga Baník Ostrava            | 15   |
| 1957-1958 | Cecoslovacchia (bandiera)                             | Miroslav Wiecek              | Baník Ostrava                        | 25   |
| 1958-1959 | Cecoslovacchia (bandiera)                             | Miroslav Wiecek              | Baník Ostrava                        | 20   |
| 1959-1960 | Cecoslovacchia (bandiera)                             | Michal Pucher                | Slovan Nitra                         | 19   |

| Stagione  | Nazione                                               | Giocatore                       | Squadra                               | Reti |
| --------- | ----------------------------------------------------- | ------------------------------- | ------------------------------------- | ---- |
| 1960-1961 | Cecoslovacchia (bandiera) · Cecoslovacchia (bandiera) | Ladislav Pavlovič Rudolf Kučera | Tatran Prešov Dukla Praga             | 17   |
| 1961-1962 | Cecoslovacchia (bandiera)                             | Adolf Scherer                   | CH Bratislava                         | 24   |
| 1962-1963 | Cecoslovacchia (bandiera)                             | Karel Petros                    | Tatran Prešov                         | 19   |
| 1963-1964 | Cecoslovacchia (bandiera)                             | Ladislav Pavlovič               | Tatran Prešov                         | 21   |
| 1964-1965 | Cecoslovacchia (bandiera)                             | Pavol Bencz                     | Jednota Trenčín                       | 21   |
| 1965-1966 | Cecoslovacchia (bandiera)                             | Ladislav Michalík               | Baník Ostrava                         | 15   |
| 1966-1967 | Cecoslovacchia (bandiera)                             | Josef Adamec                    | Spartak Trnava                        | 21   |
| 1967-1968 | Cecoslovacchia (bandiera)                             | Josef Adamec                    | Spartak Trnava                        | 18   |
| 1968-1969 | Cecoslovacchia (bandiera)                             | Ladislav Petráš                 | Dukla B.B.                            | 20   |
| 1969-1970 | Cecoslovacchia (bandiera)                             | Josef Adamec                    | Spartak Trnava                        | 16   |
| 1970-1971 | Cecoslovacchia (bandiera) · Cecoslovacchia (bandiera) | Zdeněk Nehoda Jozef Adamec      | Gottwaldov Spartak Trnava             | 16   |
| 1971-1972 | Cecoslovacchia (bandiera)                             | Ján Čapkovič                    | Slovan CHZJD Bratislava               | 19   |
| 1972-1973 | Cecoslovacchia (bandiera)                             | Ladislav Józsa                  | Lokomotíva Košice                     | 21   |
| 1973-1974 | Cecoslovacchia (bandiera) · Cecoslovacchia (bandiera) | Přemysl Bičovský Ladislav Józsa | Sklo Union Teplice Lokomotíva Košice  | 17   |
| 1974-1975 | Cecoslovacchia (bandiera)                             | Ladislav Petráš                 | Inter Bratislava                      | 20   |
| 1975-1976 | Cecoslovacchia (bandiera)                             | Dušan Galis                     | VSS Košice                            | 21   |
| 1976-1977 | Cecoslovacchia (bandiera)                             | Ladislav Józsa                  | Lokomotíva Košice                     | 18   |
| 1977-1978 | Cecoslovacchia (bandiera)                             | Karel Kroupa                    | Zbrojovka Brno                        | 20   |
| 1978-1979 | Cecoslovacchia (bandiera) · Cecoslovacchia (bandiera) | Zdeněk Nehoda Karel Kroupa      | Dukla Praga Zbrojovka Brno            | 17   |
| 1979-1980 | Cecoslovacchia (bandiera)                             | Werner Lička                    | Baník Ostrava OKD                     | 18   |
| 1980-1981 | Cecoslovacchia (bandiera)                             | Marián Masný                    | Slovan CHZJD Bratislava               | 16   |
| 1981-1982 | Cecoslovacchia (bandiera) · Cecoslovacchia (bandiera) | Petr Herda Ladislav Vízek       | Sparta ČKD Praga Dukla Praga          | 15   |
| 1982-1983 | Cecoslovacchia (bandiera)                             | Pavel Chaloupka                 | Bohemians ČKD Praga                   | 17   |
| 1983-1984 | Cecoslovacchia (bandiera)                             | Werner Lička                    | Baník Ostrava OKD                     | 20   |
| 1984-1985 | Cecoslovacchia (bandiera)                             | Ivo Knoflíček                   | Slavia Praga                          | 21   |
| 1985-1986 | Cecoslovacchia (bandiera)                             | Stanislav Griga                 | Sparta ČKD Praga                      | 19   |
| 1986-1987 | Cecoslovacchia (bandiera)                             | Václav Daněk                    | Baník Ostrava OKD                     | 25   |
| 1987-1988 | Cecoslovacchia (bandiera)                             | Milan Luhový                    | Dukla Praga                           | 24   |
| 1988-1989 | Cecoslovacchia (bandiera)                             | Milan Luhový                    | Dukla Praga                           | 25   |
| 1989-1990 | Cecoslovacchia (bandiera)                             | Ľubomír Luhový                  | Internacional Slovnaft ZTS Bratislava | 20   |
| 1990-1991 | Cecoslovacchia (bandiera)                             | Roman Kukleta                   | Sparta Praga                          | 17   |
| 1991-1992 | Cecoslovacchia (bandiera)                             | Peter Dubovský                  | Slovan Bratislava                     | 27   |
| 1992-1993 | Cecoslovacchia (bandiera)                             | Peter Dubovský                  | Slovan Bratislava                     | 24   |

### Vincitori classifica marcatori per squadra
- 17  Slavia Praga
- 10  Sparta Praga
- 8  Baník Ostrava
- 6  Dukla Praga
- 4  Spartak Trnava,  Slovan Bratislava
- 3  Kladno,  Tatran Prešov,  Inter Slovnaft Bratislava,  Lokomotíva Košice
- 2  Bohemians ČKD Praga,  Svit Zlín,  Teplice,  Boby Brno
- 1  Viktoria Žižkov,  Vítkovice,  Dukla B.B.,  Žilina,  Nitra,  Jednota Trenčín,  Košice

### Plurivincitori
- 10 / Josef Bican
- 4  Miroslav Wiecek,  Josef Adamec
- 3  Ladislav Józsa
- 2  Antonín Puč,  Raymond Braine,  František Kloz,  Josef Majer,  Ladislav Pavlovič,  Zdeněk Nehoda,  Karel Kroupa,  Werner Lička,  Milan Luhový,  Peter Dubovský